# ۷۴۸ (خورشیدی)
۷۴۸ هفتصد و چهل و هشتمین سال هجری خورشیدی است.